# Plott hound
El plott hound es una raza de perro originaria de Alemania pero desarrollada en Estados Unidos. Originalmente dedicado a la caza del jabalí en Alemania en el siglo XVIII, desde su llegada a Carolina del Norte (Estados Unidos) en el año 1750 su trabajo principal ha sido la caza del oso negro hasta el presente. La raza tal y como la conocemos hoy se ha desarrollado en la cordillera de los Apalaches, concretamente en la región de las Smoky Mountains. Se trata de una raza exclusivamente de trabajo, dedicada a la caza con armas de fuego.

## Historia
De las siete razas de coonhounds registradas en EE. UU., solamente el Plott Hound y el American Leopard Hound no proceden de sabuesos ingleses y franceses, y de todas ellas es de la que más seguros podemos estar acerca de su procedencia y desarrollo, tanto en cuestión de los perros como de las personas que se ocuparon de ella. 
Johannes Plott dejó su Alemania natal y vino a EE. UU. en 1750. Se trajo cinco sabuesos de jabalí con él. Estos perros han sido criados durante generaciones por su resistencia y su valentía. Johannes y su familia se asentaron en las montañas del oeste de Carolina del Norte cerca del parque natural de las Smoky Mountains, con un clima parecido al del norte de España. En aquellos días no había jabalíes en esa región; en tal tesitura, Johannes Plott usó sus perros para cazar osos. 
Supuestamente Johannes Plott guardó su línea completamente pura, sin hacer ningún cruce ajeno en su jauría. En 1780, la jauría pasó a manos de su hijo Henry Plott. Poco tiempo después un cazador que vivía en Georgia, el cual había estado criando su propia línea de “Leopard spotted bear dogs” (perros de oso moteados, relacionados con el actual American Leopard Hound) oyó acerca de la fama de los plotthounds y fue a Carolina del Norte para verlos por sí mismo. Se quedó tan impresionado que pidió prestado uno de los mejores perros de los Plott para tenerlo durante un año y cruzarlo con sus hembras. Al cabo de ese tiempo devolvió el macho y con él entregó un cachorro que Henry Plott incorporó a la cría. Este simple cruce es oficialmente (que no oficiosamente) la única aportación de sangre extraña introducida en el Plott Hound desde su llegada a EE. UU. 
Sin embargo otros cruces probablemente tuvieron lugar alrededor del año 1900. G.P. Ferguson, que era vecino de la familia Plott en Carolina del Norte en aquel tiempo, tuvo una influencia fundamental en la raza Plott. Realizó un cuidadoso estudio de los sabuesos de las familias Blevins y Cable de aquella época y seguramente usó estas líneas para su programa de crianza de la raza Plott. Aquellos sabuesos Blevins y Cable eran, a su vez, descendientes de perros de la familia Plott.
El Plott Hound fue registrado en el United Kennel Club en 1946, comenzando a ser conocido fuera de las montañas de su lugar de origen unos años antes, durante el periodo de entreguerras. Su difusión a lo largo y ancho de EE. UU. tuvo lugar sobre todo durante los años 60 del siglo XX hasta nuestros días.

## Apariencia
Características: activo, rápido, brillante, amable, honesto, de gran coraje, apremiante en la persecución, con gran instinto para el "treeing", no vacila en echarse al agua, siempre alerta, rápido para el aprendizaje, de gran resistencia y belleza. 
Cabeza y cráneo: la cabeza la lleva bien alta. La parte superior del cráneo es moderadamente plana. El cráneo tiene una anchura moderada entre y sobre los ojos. El hocico es de moderada longitud, pero no es cuadrado. Dientes plenos de poderío, blancos con una buena mordida. No está permitido el prognatismo ni el enognatismo. Ojos de color marrón o avellana; prominentes pero no saltones. Orejas situadas moderadamente altas y de longitud media. Son suaves y no tienen poder eréctil. 
Cuartos delanteros: los hombros son musculosos e indicativos de velocidad y fuerza. El pecho es profundo con espacio adecuado para los pulmones. Piernas derechas, finas, fibrosas. Bien rectas en las rodillas. Perfectamente en línea con la pierna en alto. 
Cuerpo: la espalda está ligeramente arqueada, bien musculada y fuerte, no ensillada. Las caderas son finas, redondeadas y proporcionadamente amplias. Los flancos están graciosamente arqueados, con musculosos cuartos y lomos. 
Cuartos traseros: fuertes y musculosos sobre el corvejón, ligeramente doblado en el corvejón, sin que sea vacuno, bien formado. 
Pies: redondeados, sólidos, pie de gato, bien acolchado y duro, perfectamente recto en el juego con la pierna. 
Rabo: es moderadamente grueso, fuerte en la raíz, afilándose hacia la punta, frecuentemente en cepillo, llevado alto en forma de sable. 
Pelo: pelo espeso de mediano grosor, de corta o mediana longitud, dando una apariencia lisa y brillante. Algunos plotthounds tiene doble pelaje, uno interior corto, suave y espeso y otro más largo y espeso exterior. 
Color: manchado o negro con estrías prietas. La National Plott Hound Association (NPHA) define la palabra manchado como: "un bonito efecto rayado o estriado o como un estriado negro o fuego con un fondo más claro o más oscuro". Las sombras de color aceptadas son: manchado: amarillo, rojo, fuego, marrón, negro, gris o gris azulado. Los colores uniformes no se aceptan, aunque el color arena uniforme sí es aceptado por la AKC. Se acepta algo de blanco únicamente en el pecho y los pies. El manto debe tener un efecto rayado. 
Altura y peso: macho: 56-69 cm en los hombros; 22-34 kg . Hembra: 54-64 cm en los hombros; 18-29 kg .

## Funcionalidad
El Plott Hound es un sabueso estadounidense dedicado a la caza mayor, conocido como luchador vehemente y tenaz rastreador. Además es extremadamente gentil y leal con sus amos. 
A medida que la fama de los plott fue creciendo, los cazadores de mapaches empezaron a interesarse en esta raza. Como hay muchos más cazadores de mapaches en EE. UU. que cazadores de osos y jabalíes, el plott ha venido siendo clasificado como un "coonhound". De todas maneras, el trabajo tradicional del plotthound es seguir y hacer parar en el suelo o subir a un árbol caza mayor tal como: osos, jabalíes y pumas. Muchos plotts actuales siguen cumpliendo esta función. 
Capaz de cazar en diversos tipos de terreno en todas las estaciones, el plott es un valiente, ágil y agresivo rastreador con una voz generosa y de tono alto. La música de los plott se distingue por un ruidoso, continuo y golpeador ladrido en el rastro y la parada, aunque los ladridos que se arrastran también son aceptables. 
Como cualquier grupo de entusiastas del perro, los sabueseros cuidan la conformación y la línea de sus plotts, pero sobre todo cuidan su funcionalidad. El perro que falla en lo funcional, por falta de deseo, pobre capacidad de rastreo, resistencia, conformación, y valentía es retirado de la cría o se sacrifica. El propietario de un plotthound que no lucha con un oso, lo descarta. Si el plott lucha con el oso, pero lo hace estúpidamente, el oso se encarga de descartarlo. Solamente los perros que se dedican a la caza mayor peligrosa corren el riesgo de ser descartados por su presa y su dueño.
A lo largo de los años se han ido especializando líneas de sangre tanto para cazaderos muy concretos, como pueden ser los pantanos del sudeste de EE. UU., los semidesiertos del suroeste o los bosques de los Grandes Lagos; como para distintas presas, tales como el oso negro, el mapache o el cerdo salvaje norteamericano. Actualmente podemos encontrar plotthounds cazando oso negro y oso pardo, mapache, jabalí y cerdo salvaje, puma y lince, coyote, etc… en lugares tan diversos como Estados Unidos, Japón, diversas islas del Pacífico, Alemania, España, Suecia, Finlandia, Noruega, Grecia o Turquía.

## El Plott Hound enGalicia(España)
En 2007 fueron importados de Estados Unidos los primeros Plott Hounds a Galicia (España) para su utilización exclusiva en la caza tradicional norteña del jabalí, denominada "montería del jabalí" o "caza del jabalí a traílla". Estos sabuesos están dando un satisfactorio resultado cazando tanto a traílla como sueltos.